# Warra
Warra – rodzaj błonkówek z rodziny Pergidae.

## Zasięg występowania
Przedstawiciele tego rodzaju występują w Australii.

## Systematyka
Do  Warra zaliczane są 2 gatunki:
- Warra anomocera
- Warra froggatti